# Бойчукизм

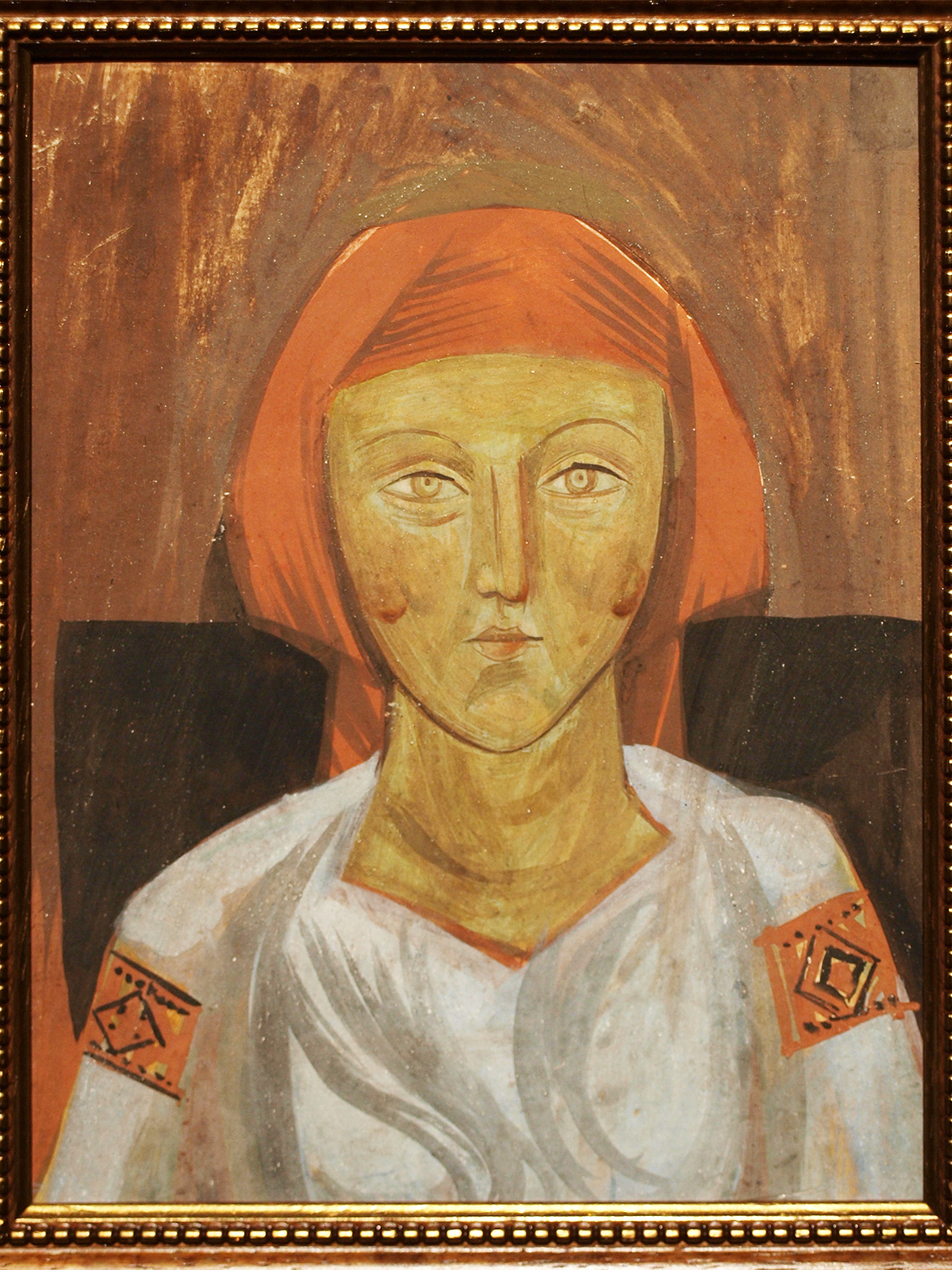
«Украинка», Михаил Бойчук, 1910-е гг.

Бойчукизм (укр. Бойчукізм) — культурно-художественное явление в истории украинского искусства 1910—1930-х годов, отличающееся художественным монументально-синтетическим стилем.
Основой концепции бойчуковского развития нового искусства стало обращение к традициям византийской и итальянской монументальной живописи, а также древнерусской иконописи, как первоисточника украинской национальной формы.
Название происходит от имени основателя движения: Михаила Бойчука, художника-монументалиста и графика.
В конце 1925 года в Киеве была основана Ассоциация революционного искусства Украины (АРИУ), объединяющая бойчукистов.

#### Украинский монументализм
На протяжении почти десяти лет формировался бойчуковский стиль — от парижского Renovation Byzantine до украинского монументализма. В декабре 1917 была основана Украинская государственную академию искусств, в которой действовала школа монументализма.
Характерными признаками коллективного творчества бойчукистов было использование темперы вместо масла, возвращение к историческому наследию, применение синкретизма художественной формы.
В 1920-е годы бойчукисты развивали уже собственные школы: София Налепинская-Бойчук и Иван Падалка – графическую, Василий Седляр, Оксана Павленко и Сергей Колос – производственного дизайна, Григорий Комар – монументальной росписи.
Бойчукисты надеялись посредством монументализма воплотить спроектированную идеальную модель гармоничной жизни. Они создавали авангардное искусство, работая над синтезом культурного наследия и обновленной художественной формы. Обыденность украинского села они превратили в сакральное действо.
В конце 1925 г. в Киеве была основана Ассоциация революционного искусства Украины (АРМУ), объединявшая бойчукистов. АРМУ пропагандировала внедрение искусства в быт, сочетание его с жизнью, отрицала натуралистический реализм. Бойчукисты стремились к национальному своеобразию украинского искусства.
В течение 1919-1935 годов бойчукисты выполнили более десятка монументальных ансамблевых росписей в Киеве, Харькове, Одессе и Одесской области. Самые значительные из них считаются украшением Луцких казарм в Киеве (1919), Санатория им. ВУЦИК на Хаджи-бейском лимане в Одессе (1928), Доме прессы им. М.Коцюбинского в Одессе (1929-1930), Краснозаводского театра в Харькове (1933-1935).

#### Межигорский художественно-керамический техникум
В 1919 году на территории Межигорского монастыря разместили Межигорские художественно-керамические мастерские (с 1923 - техникум), в которых работали бойчукисты.
В 1923–1924 годах студенты и преподаватели техникума организовали «Революционный кукольный театр» под руководством искусствоведа П. Горбенко. Иллюстрации-гравюры выполнили студенты ксилографической мастерской Киевского института искусства под руководством жены М.Бойчука С. Налепинской-Бойчук.[6][7][8]

#### Репресии
Идейно-художественные принципы не укладывались в канонизированные рамки "советского искусства", вызывали со стороны "воинственных социалистов" обвинения в искажении образов советских людей, социалистической действительности.
На рубеже 20-х и 30-х годов ХХ ст. большевистские власти усилили жестокую борьбу с «кулацкими хозяйствами» в украинском селе. Из-за доминирования в произведениях бойчукистов крестьянской темы их обвинили в пропаганде буржуазно-кулацкой стихии, национализма и формализма.[1]
Яркие тенденции развития национального искусства в произведениях бойчукистов объявлялись глубоко враждебными социалистической культуре. Результатом борьбы стало уничтожение многих украинских художников, их наследия и бойчукизма в целом.
Все монументальные ансамблевые росписи бойчукистов были уничтожены. Из всего наследия бойчукизма уцелели лишь отдельные эскизные или камерные работы.

## Галерея

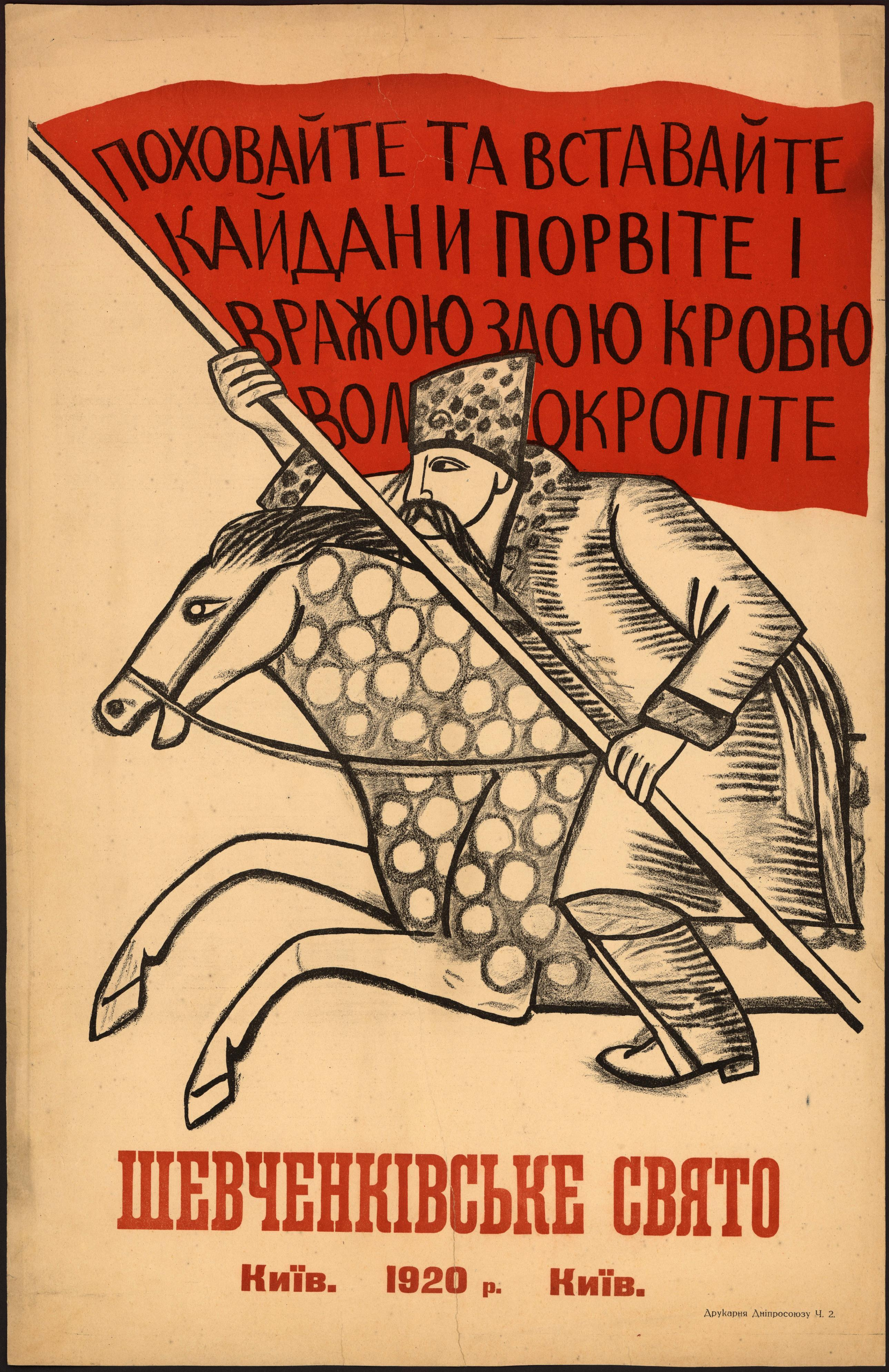
Шевченковский праздник, Михаил Бойчук, 1920 г.
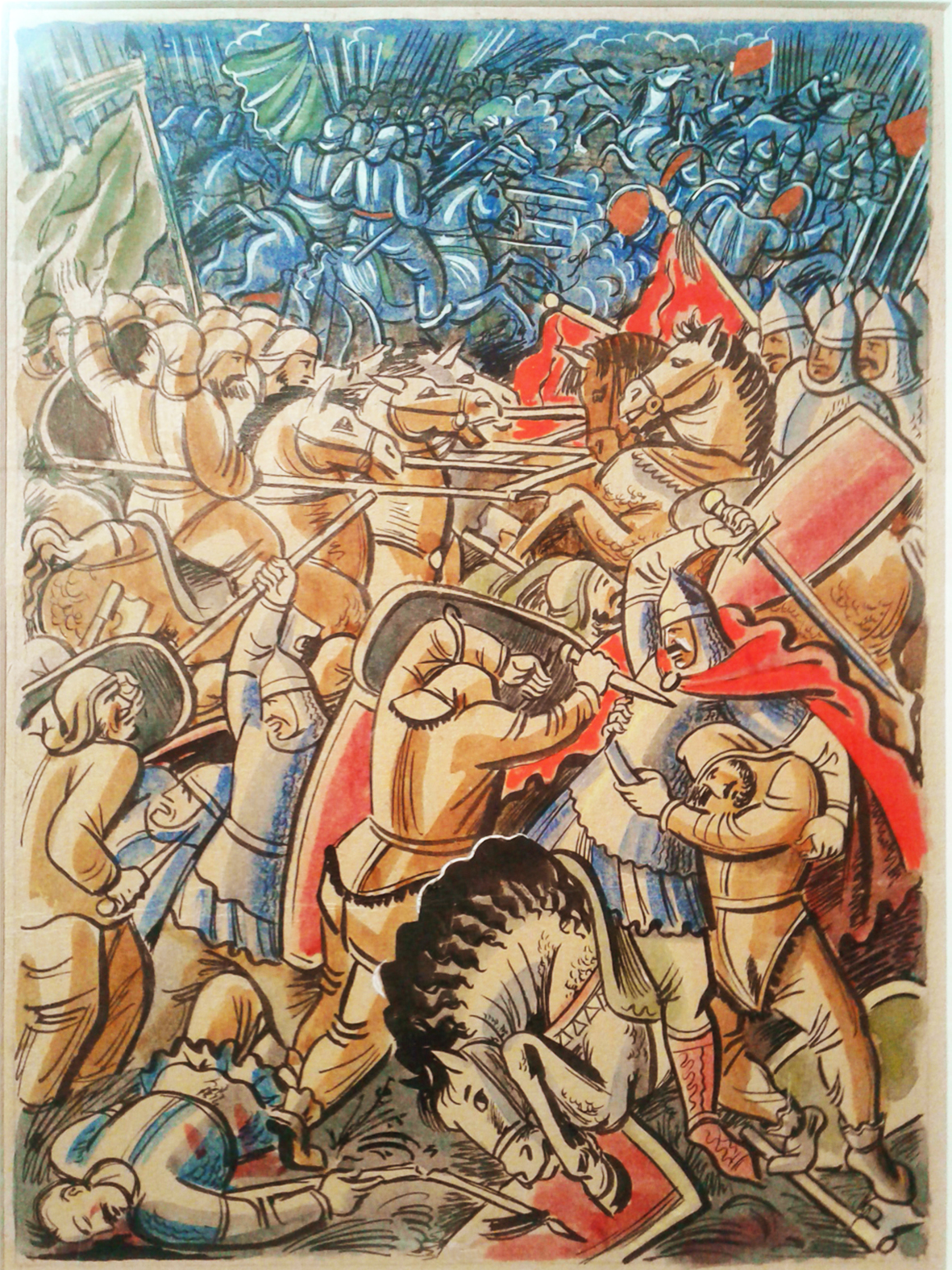
М. Падалка. Эскиз иллюстрации к «Слову о полку Игореве», 1928 г.
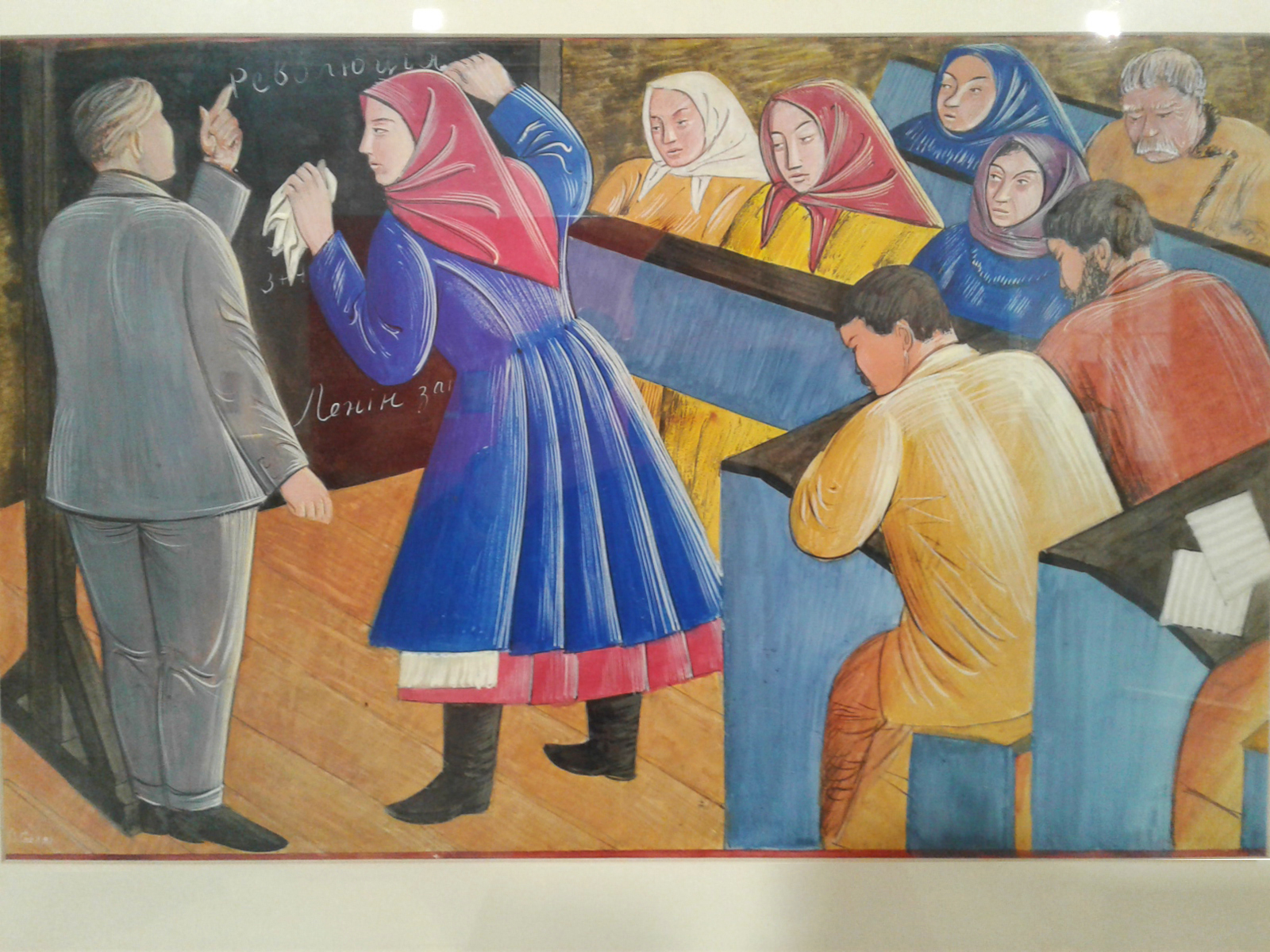
Седляр, Василий Теофанович, «В школе ликбеза», предел 1920-1930-х гг.
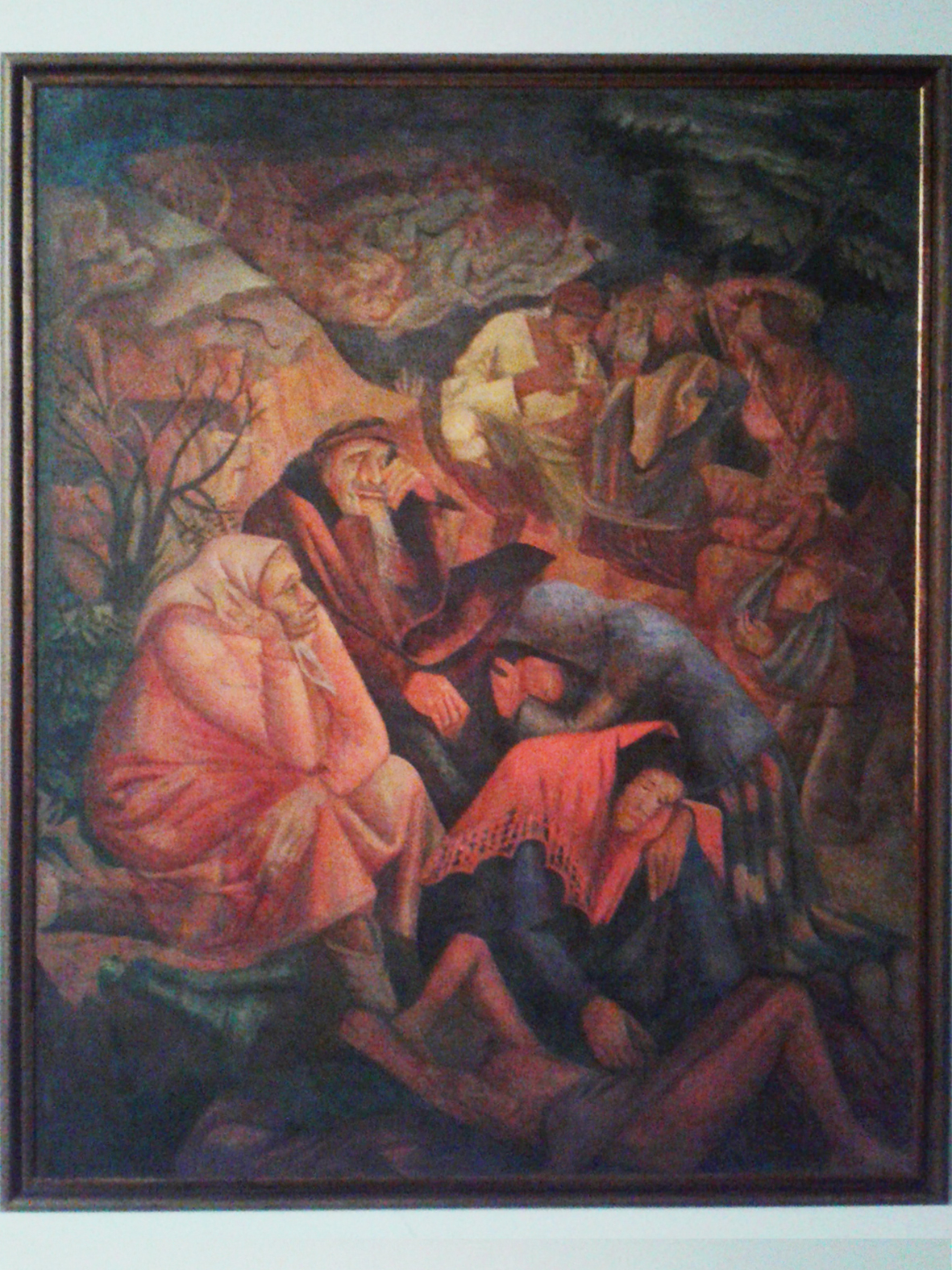
Шехтман, Мануил Иосифович «Еврейский погром», 1926.
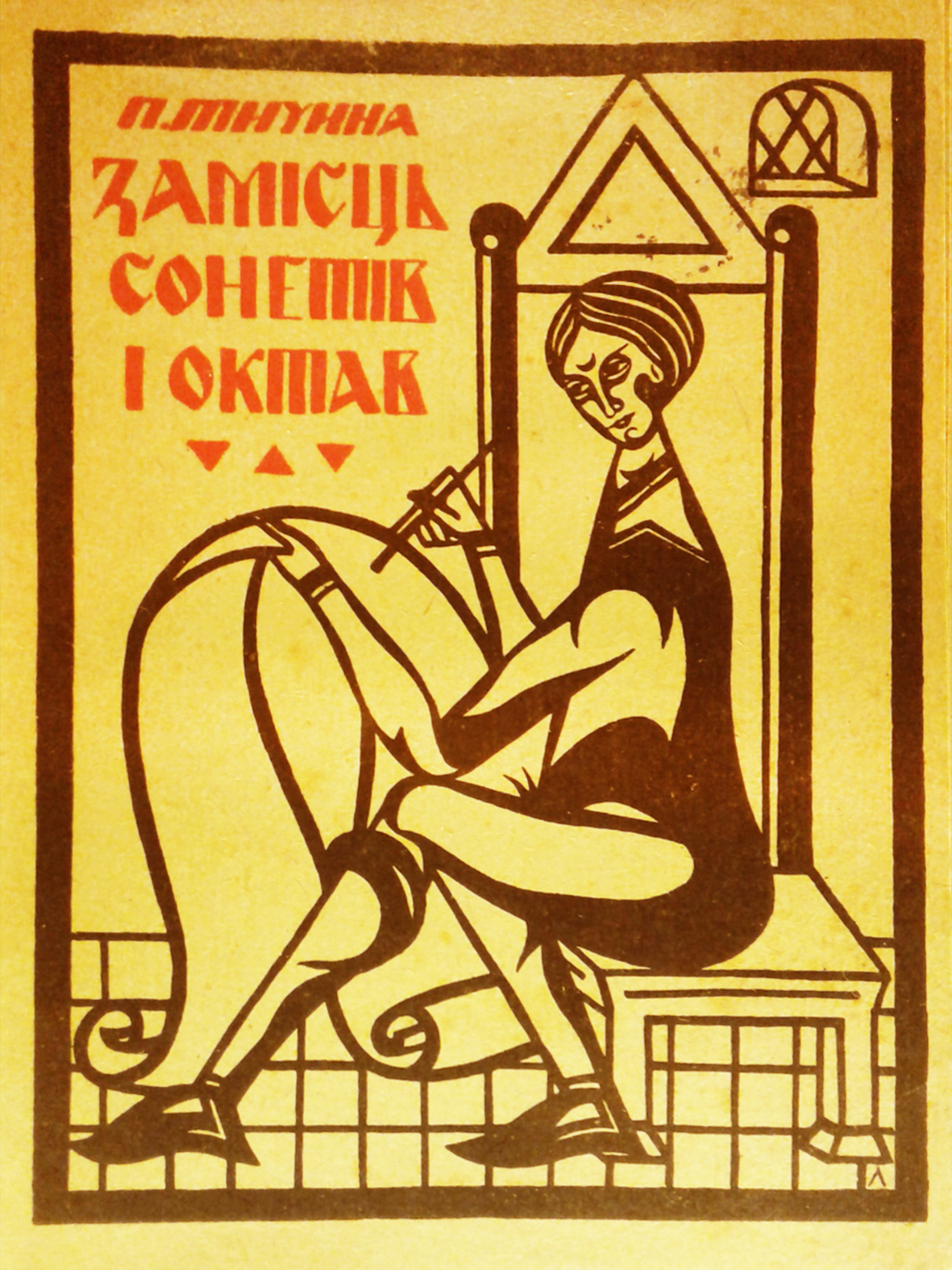
Л.Лозовський. Иллюстрация, «Вместо сонетов и октав», Тычина, Павел Григорьевич, 1920
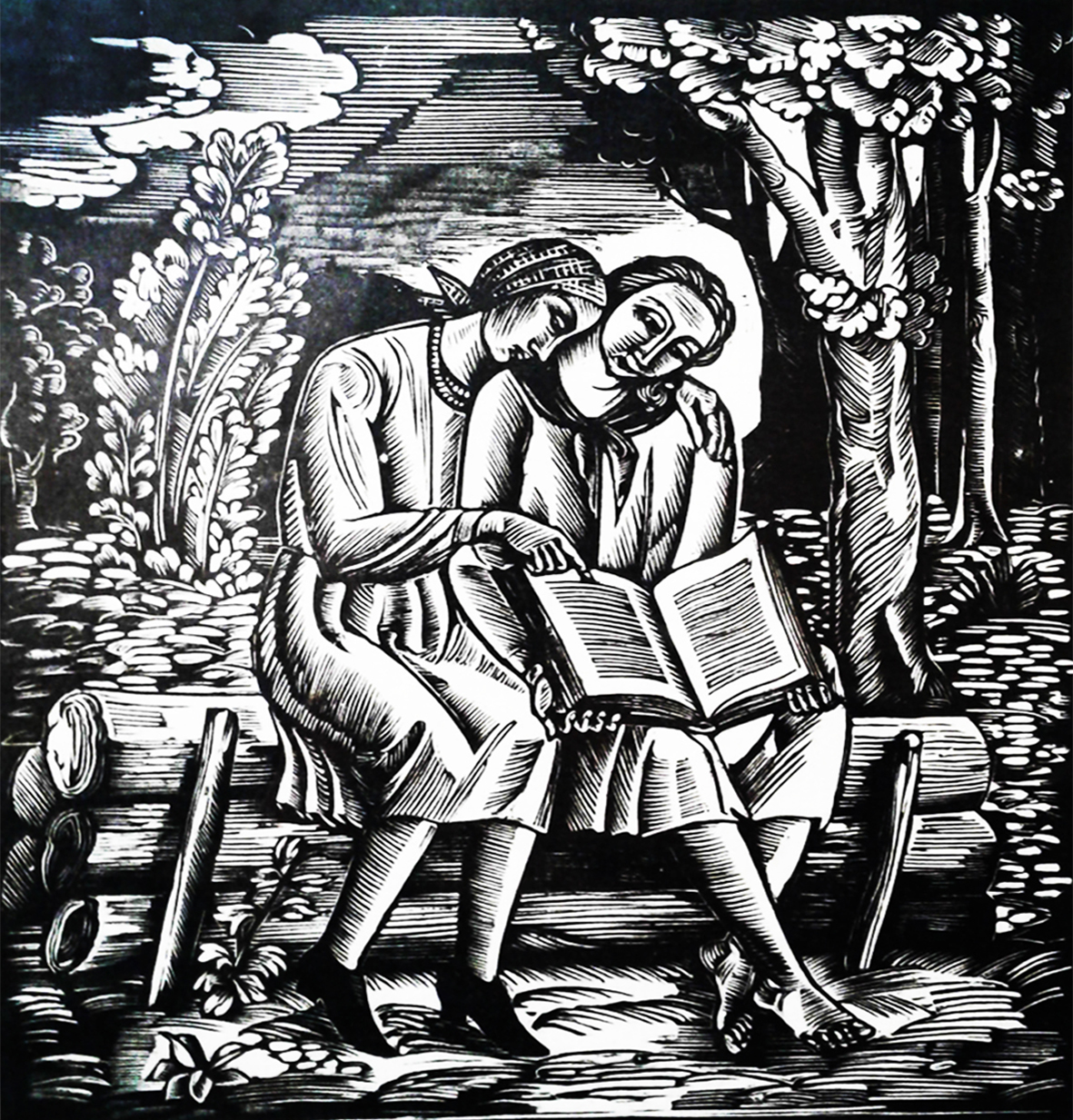
Налепинская-Бойчук, Софья Александровна, «Девушки с книгой», 1927 г.
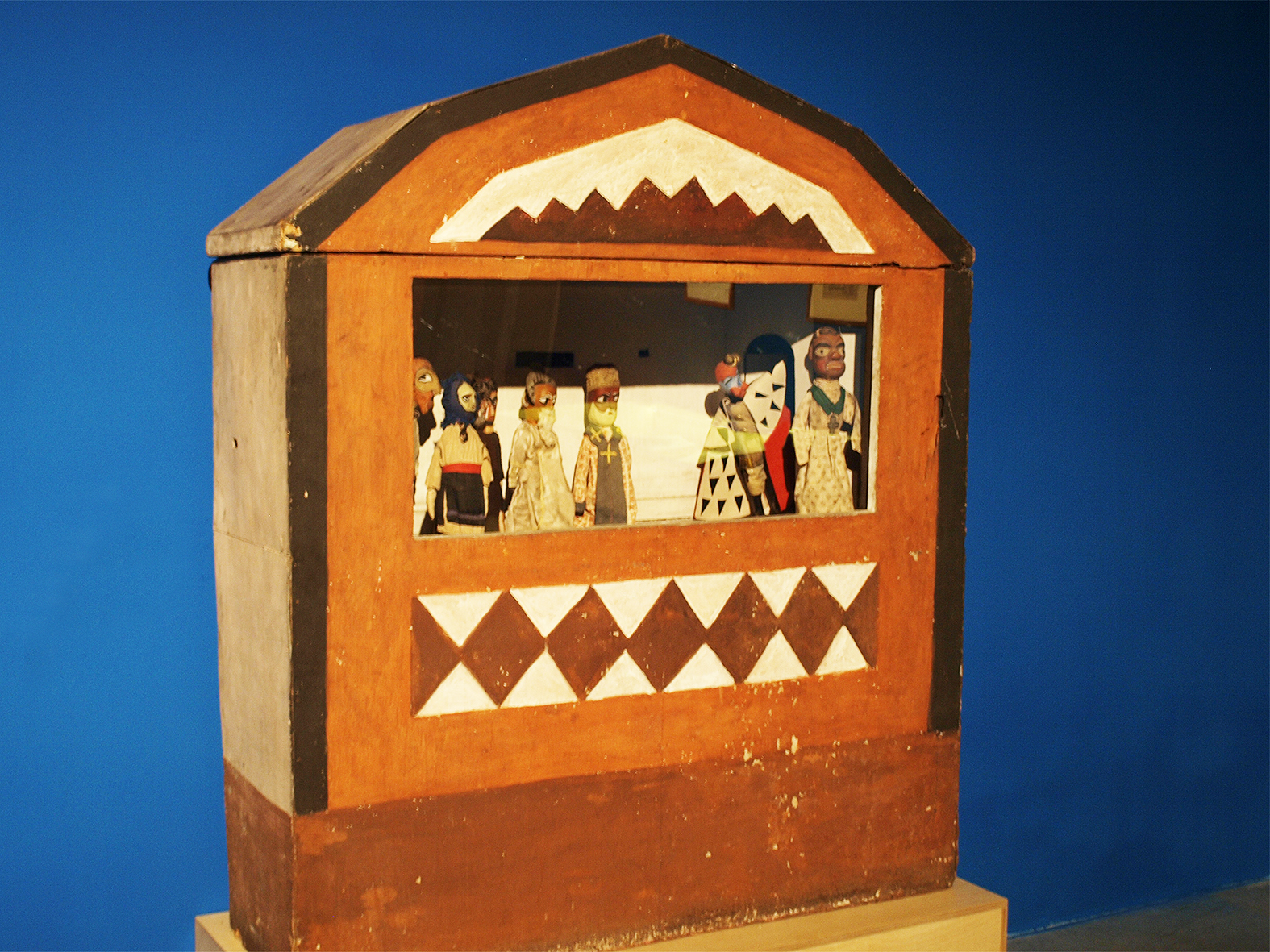
Межигорский вертеп, 1923 г.

## Рекомендации
1. ↑  Л. І. Ткачова. АСОЦІАЦІЯ РЕВОЛЮЦІЙНОГО МИСТЕЦТВА УКРАЇНИ // Енциклопедія історії України : у 10 т. :  [укр.] / редкол.: В. А. Смолій (голова) та ін. ; Інститут історії України НАН України. — Київ : Наукова думка, 2003. — Т. 1 : А — В. — 688 с. : іл. — ISBN 966-00-0734-5.
2. ↑  Шкандрий Мирослав. «Бойчукизм» и искусство 20-х годов // Діялог. – 1980. – ч. 4. Стр. 41—51